# Шемийи (Алье)
Шемийи́ (фр. Chemilly) — коммуна во Франции, находится в регионе Овернь. Департамент коммуны — Алье. Входит в состав кантона Сувиньи. Округ коммуны — Мулен.
Код INSEE коммуны — 03073.

## Население
Население коммуны на 2008 год составляло 637 человек.
| 1962 | 1968 | 1975 | 1982 | 1990 | 1999 | 2008 |
| ---- | ---- | ---- | ---- | ---- | ---- | ---- |
| 411  | 427  | 405  | 496  | 608  | 561  | 637  |

## Экономика
Основу экономики составляет виноделие.
В 2007 году среди 430 человек в трудоспособном возрасте (15—64 лет) 325 были экономически активными, 105 — неактивными (показатель активности — 75,6 %, в 1999 году было 74,2 %). Из 325 активных работали 313 человек (155 мужчин и 158 женщин), безработных было 12 (4 мужчин и 8 женщин). Среди 105 неактивных 23 человека были учениками или студентами, 49 — пенсионерами, 33 были неактивными по другим причинам.

## Достопримечательности
- Церковь Сен-Дени[2]